# Пролатив
Пролати́в (от лат. prolatus), также виалис — один из редких в языках мира косвенных падежей с общим значением «посредством чего-либо, с помощью чего-либо, по какому-то каналу связи, в какой-то среде». Пролатив встречается в качестве архаичного лексикализованного элемента грамматики в некоторых прибалтийско-финских языках: финском, эстонском, вепсском.

## Пролатив в финском языке
Образуется с помощью показателя -tse, например Kirjat tulevat postitse «Книги доставляются по почте» (от posti «почта»). Пролатив в финском языке обладает рядом характеристик (неспособность выступать в роли контролёра согласования с прилагательными, ограничения на сочетаемость с лексемами, способными принимать пролативную форму), которые позволяют рассматривать его не как полноценный словоизменительный падеж, а как особый класс наречий. Однако пролатив в финском сохраняет некоторую степень продуктивности и может оформлять лексемы, возникшие в XX—XXI веке (puhelimetse «по телефону», sähköpostitse «по электронной почте»)

### Примеры из финского
- Matka tehtiin maitse, vesitse ja lentäen «Путь был проделан по суше, по воде и по воздуху»;
- Menin saareen jäitse «Я прошел на остров по льду»;
- Postinkuljetus ilmateitse «Доставка почты по воздуху / воздушным путём»;
- Mikäli henkilö saa hengitystieinfektioon viittaavia oireita, tulee hänen olla puhelimitse yhteydessä omaan terveysasemaansa «В случае если у человека развивается инфекция дыхательных путей, ему следует связаться по телефону с поликлиникой по месту регистрации».